# Norwegischer Fußballpokal der Männer 1950
Der norwegische Fußballpokal 1950 (kurz auch NM-Cup 1950 genannt) war die 45. Austragung des Fußballpokalwettbewerbs der Männer. Pokalsieger wurde Fredrikstad FK. Das Team setzte sich im Finale gegen Brann Bergen durch.
Das Finale der Hovedserien 1949/50 und die Spiele der <a href='https://no.wikipedia.org/wiki/1._divisjon_fotball_for_menn_1949%E2%80%9350#Kvalifisering_for_Hovedserien_1950–51' class='extiw' title='no:1. divisjon fotball for menn 1949–50'>Aufstiegsrunde</a> für das Folgejahr fanden zeitgleich mit der 1. Runde (11. Juni) und 2. Runde (18. Juni) statt. Die beteiligten Vereine (Fram Larvik, Fredrikstad FK, Brann Bergen, Lisleby FK, Stavanger IF, Hamar IL, Odds BK, Kristiansund FK, FK Kvik Trondheim und Geithus IL) stiegen daher erst in der dritten Runde ein. 

## Kalender
| Runde         | Datum            | Spiele | Vereine | Neueinstiege |
| ------------- | ---------------- | ------ | ------- | ------------ |
| 1. Runde      | 11. Juni 1950    | 44     | 98 → 54 | 88           |
| 2. Runde      | 18. Juni 1950    | 22     | 54 → 32 | –            |
| 3. Runde      | 30. Juli 1950    | 16     | 32 → 16 | 10           |
| 4. Runde      | 27. August 1950  | 8      | 16 → 8  | –            |
| Viertelfinale | 1. Oktober 1950  | 4      | 8 → 4   | –            |
| Halbfinale    | 8. Oktober 1950  | 2      | 4 → 2   | –            |
| Finale        | 22. Oktober 1950 | 1      | 2 → 1   | –            |

## 1. Runde
| Datum      |                     | Ergebnis  |                       |
| ---------- | ------------------- | --------- | --------------------- |
| 11.06.1950 | Asker SK            | 2:1       | Glassverket IF        |
|            | IF Birkebeineren    | 0:2       | Sagene IF             |
|            | Bryne FK            | 2:1       | FK Mandalskameratene  |
|            | Clausenengen FK     | 1:5       | Molde FK              |
|            | SK Djerv            | 2:2 n. V. | SK Baune              |
|            | SBK Drafn           | 0:6       | Sandefjord BK         |
|            | Drammens BK         | 4:2       | Urædd FK              |
|            | SK Falken           | 1:2       | SK Nessegutten        |
|            | Fossekallen IL      | 4:5       | Kapp IF               |
|            | Frigg Oslo FK       | 1:2       | FK Fremad Lillehammer |
|            | FK Gjøvik Lyn       | 4:0       | IL Vito               |
|            | Grue IL             | 2:5       | Ham-Kam               |
|            | Kjelsås IL          | 1:2       | Jevnaker IF           |
|            | Kvik Halden FK      | 1:4       | Sandaker SFK          |
|            | Larvik Turn         | 3:1 n. V. | Vestfossen IF         |
|            | Lillestrøm SK       | 5:3 n. V. | Mysen IF              |
|            | SK Mesna            | 1:4       | SFK Lyn Oslo          |
|            | Mjøndalen IF        | 3:1 n. V. | Skiens BK             |
|            | Moss FK             | 3:1 n. V. | IL Spartacus Oslo     |
|            | Nordnes IL          | 0:3       | Os TF                 |
|            | Nærbø IL            | 1:2 n. V. | Viking Stavanger      |
|            | IF Pors             | 3:0       | SK Snøgg              |
|            | Rakkestad IF        | 0:1       | Borgen IL             |
|            | Ranheim IL          | 2:2 n. V. | Steinkjer FK          |
|            | Raumnes & Årnes IL  | 0:4       | Vålerenga Oslo        |
|            | SK Rollon           | 2:3       | IL Braatt             |
|            | Rosenborg Trondheim | 0:1       | Nidar IL              |
|            | Sarpsborg FK        | 7:0       | SK Hard               |
|            | Selbak TIF          | 8:1       | Rygge IL              |
|            | Skeid Oslo          | 3:1       | Greåker IF            |
|            | IF Skiens-Grane     | 0:3       | Solberg SK            |
|            | SBK Skiold          | 2:0       | Nydalens SK           |
|            | SK 1931 Notodden    | 3:0       | IF Borg               |
|            | Start Kristiansand  | 1:1 n. V. | Ålgård FK             |
|            | Steinberg IF        | 0:1       | FK Sparta Sarpsborg   |
|            | Storms BK           | 0:1       | Kongsberg IF          |
|            | Strømmen IF         | 4:2       | Blaker IL             |
|            | SK Tryggkameratene  | 1:1 n. V. | SK Freidig            |
|            | SK Vard Haugesund   | 1:3       | SK Jarl               |
|            | Verdal IL           | 3:1       | SK Brage              |
|            | Vindbjart FK        | 4:3       | IL Sørfjell           |
|            | FK Ørn              | 3:1       | Torp IF               |
|            | Aalesunds FK        | 2:0       | Sandane TIL           |
|            | Årstad IL           | 1:0 n. V. | SK Djerv 1919         |

### Wiederholungsspiele
| Datum      |              | Ergebnis |                    |
| ---------- | ------------ | -------- | ------------------ |
| 18.06.1950 | SK Baune     | 3:2      | SK Djerv           |
|            | SK Freidig   | 2:0      | SK Tryggkameratene |
|            | Steinkjer FK | 1:3      | Ranheim IL         |
|            | Ålgård FK    | 1:3      | Start Kristiansand |

## 2. Runde
| Datum      |                       | Ergebnis  |                  |
| ---------- | --------------------- | --------- | ---------------- |
| 18.06.1950 | IL Braatt             | 2:0       | Molde FK         |
|            | FK Fremad Lillehammer | 0:4       | Sarpsborg FK     |
|            | FK Gjøvik Lyn         | 0:1 n. V. | Lillestrøm SK    |
|            | SK Jarl               | 1:4       | Årstad IL        |
|            | Jevnaker IF           | 0:4       | Skeid Oslo       |
|            | Kapp IF               | 3:5       | Drammens BK      |
|            | Kongsberg IF          | 1:2       | Moss FK          |
|            | SFK Lyn Oslo          | 3:1       | SK 1931 Notodden |
|            | SK Nessegutten        | 3:2 n. V. | Verdal IL        |
|            | Os TF                 | 3:2 n. V. | Bryne FK         |
|            | IF Pors               | 0:0 n. V. | Mjøndalen IF     |
|            | Sagene IF             | 2:1       | Selbak TIF       |
|            | Sandaker SFK          | 3:0       | Larvik Turn      |
|            | Sandefjord BK         | 0:0 n. V. | Asker SK         |
|            | SBK Skiold            | 1:2       | FK Ørn           |
|            | Solberg SK            | 2:1       | Strømmen IF      |
|            | FK Sparta Sarpsborg   | 4:2       | Ham-Kam          |
|            | Vålerenga Oslo        | 3:0       | Borgen IL        |
| 25.06.1950 | SK Freidig            | 2:0       | Aalesunds FK     |
|            | Ranheim IL            | 4:0       | Nidar IL         |
|            | Start Kristiansand    | 3:1       | Vindbjart FK     |
|            | Viking Stavanger      | 6:1       | SK Baune         |

### Wiederholungsspiele
| Datum      |              | Ergebnis  |               |
| ---------- | ------------ | --------- | ------------- |
| 25.06.1950 | Asker SK     | 1:0       | Sandefjord BK |
|            | Mjøndalen IF | 1:1 n. V. | IF Pors       |
| 28.06.1950 | IF Pors      | 2:0       | Mjøndalen IF  |

## 3. Runde
| Datum      |                    | Ergebnis  |                     |
| ---------- | ------------------ | --------- | ------------------- |
| 30.07.1950 | Skeid Oslo         | 4:0       | Solberg SK          |
|            | Sandaker SFK       | 2:3       | Odds BK             |
|            | Asker SK           | 2:1       | Viking Stavanger    |
|            | Lillestrøm SK      | 3:2       | SK Freidig          |
|            | Drammens BK        | 1:3       | Fredrikstad FK      |
|            | Sarpsborg FK       | 9:0       | IL Braatt           |
|            | Hamar IL           | 2:3 n. V. | FK Sparta Sarpsborg |
|            | IF Pors            | 4:2       | Vålerenga Oslo      |
|            | Start Kristiansand | 1:2       | Fram Larvik         |
|            | FK Kvik Trondheim  | 7:1       | Sagene IF           |
|            | Lisleby FK         | 3:1       | Geithus IL          |
|            | Moss FK            | 2:6       | Brann Bergen        |
|            | FK Ørn             | 4:1       | SK Nessegutten      |
|            | Stavanger IF       | 4:2       | Os TF               |
|            | Årstad IL          | 1:5       | SFK Lyn Oslo        |
|            | Kristiansund FK    | 4:2       | Ranheim IL          |

## 4. Runde
| Datum      |                     | Ergebnis  |                 |
| ---------- | ------------------- | --------- | --------------- |
| 27.08.1950 | Stavanger IF        | 1:2 n. V. | Sarpsborg FK    |
|            | Brann Bergen        | 4:1       | IF Pors         |
|            | SFK Lyn Oslo        | 3:1       | Lillestrøm SK   |
|            | FK Sparta Sarpsborg | 5:2 n. V. | Asker SK        |
|            | FK Kvik Trondheim   | 0:1       | FK Ørn          |
|            | Fredrikstad FK      | 6:1       | Kristiansund FK |
|            | Odds BK             | 3:1       | Lisleby FK      |
|            | Fram Larvik         | 4:1       | Skeid Oslo      |

## Viertelfinale
| Datum      |              | Ergebnis  |                     |
| ---------- | ------------ | --------- | ------------------- |
| 01.10.1950 | SFK Lyn Oslo | 3:1       | FK Sparta Sarpsborg |
|            | Brann Bergen | 3:1       | Odds BK             |
|            | Sarpsborg FK | 1:1 n. V. | Fram Larvik         |
|            | FK Ørn       | 0:1       | Fredrikstad FK      |

### Wiederholungsspiel
| Datum      |             | Ergebnis |              |
| ---------- | ----------- | -------- | ------------ |
| 04.10.1950 | Fram Larvik | 0:1      | Sarpsborg FK |

## Halbfinale
| Datum      |                | Ergebnis |              |
| ---------- | -------------- | -------- | ------------ |
| 08.10.1950 | Fredrikstad FK | 3:0      | Sarpsborg FK |
|            | Brann Bergen   | 2:1      | SFK Lyn Oslo |

## Finale
| Fredrikstad FK                              | Fredrikstad FK | Brann Bergen | Brann Bergen |
| ------------------------------------------- | --- | --- | ------------ |
| Fredrikstad FK                              | \| Finale \| \| 22. Oktober 1950 in Oslo (Ullevaal-Stadion) \| \| Ergebnis: 3:0 (1:0) \| \| Zuschauer: 35.367 \| \| Schiedsrichter: Josef Larsen \| \| Spielbericht \| | \| Finale \| \| 22. Oktober 1950 in Oslo (Ullevaal-Stadion) \| \| Ergebnis: 3:0 (1:0) \| \| Zuschauer: 35.367 \| \| Schiedsrichter: Josef Larsen \| \| Spielbericht \|                   | Brann Bergen |
| Fredrikstad FK                              | Kjell Huth – Åge Spydevold, Odd Karlsen – Bjørn Spydevold, Erik Holmberg, Odd Andersen – Thorleif Larsen, Leif Pedersen, Odd Aas, Henry Johannessen, Willy Olsen       | Arthur Melby – Oddvar Hansen, Rolf Vevle Eriksen – Erik Krohn Hansen, Trygve Sigvaldsen, Rolf Wembstad – Gunnar Skagen, Kjell B. Seim, Gunnar Røed, Asbjørn Melling, Sigurd Zachariassen | Brann Bergen |
| Fredrikstad FK                              | 1:0 Willy Olsen (7.) 2:0 Thorleif Larsen (61.) 3:0 Bjørn Spydevold (64.)                                                                                               | | Brann Bergen |
| Finale                                      | | |              |
| 22. Oktober 1950 in Oslo (Ullevaal-Stadion) | | |              |
| Ergebnis: 3:0 (1:0)                         | | |              |
| Zuschauer: 35.367                           | | |              |
| Schiedsrichter: Josef Larsen                | | |              |
| Spielbericht                                | | |              |